# ترجمه قرآن به زبان روسی
نخستین ترجمه‌های قرآن به زبان روسی، برگردان ترجمه‌های فرانسوی قرآن بوده‌است.

## پیشینه
برای نخستین بار پیوتر واسیلیویچ پوستینکوف قرآن را از روی ترجمه فرانسوی دوریه برگرداند و در ۱۷۱۶ در سن پترزبورگ در ۳۵۰ صفحه منتشر شد.
میخائیل ایوانویچ وروکین در ۱۷۹۰ ترجمه جدیدی از قرآن را بر اساس ترجمه آندره دوریه، در دو جلد در سن پترزبورگ منتشر کرد. ویژگی ترجمه او ادبی بودن آن است تا جایی که این ترجمه در شمار آثار ادبی روسیه قرار داشت و حتی بر آثار الکساندر پوشکین تأثیر گذارده‌است. برای نمونه شعری از پوشکین با عنوان پیامبر:
Творцу молитесь; он могучий:

Он правит ветром; в знойный день

На небо насылает тучи;

Дает земле древесну сень.

Он милосерд: он Магомету

Открыл сияющий Коран,

Да притечем и мы ко свету,

И да падет с очей туман.
مهمترین ترجمه روسی قرآن از متن عربی، توسط سابلوکوف در در قازان در دو جلد منتشر شد. این دو جلد ترجمه در ۱۸۷۷ و ۱۸۷۹ برای اولین بار و در ۱۹۰۷ چاپ مجدد شد.
از ترجمه‌های روسی معاصر ترجمه ایگناتی یولیانوویچ کراچوفسکی از اسلام‌پژوهان برجست روسی است که در ۱۹۶۳ به اهتمام یکی از شاگردانش، گریازنوویچ با مقدمه بلیایف در ۷۱۴ صفحه در مسکو به چاپ رسید. این ترجمه با حذف مقدمه و تفسیر در نیویورک توسط انتشارات کالیدز (Chalidze Publications) در ۱۹۷۹ در ۴۰۹ صفحه به چاپ رسید. چاپ‌های دیگر این ترجمه دو بار در ۱۹۹۰ در مسکو و یک بار در ۱۹۹۰ در باکو است.
بعد از فروپاشی اتحاد جماهیر شوروی ترجمه‌های جدیدی از قرآن صورت گرفت. از آن جمله می‌توان ترجمه محمد نوری عثمانوف را نام برد.

## ترجمه‌ها
| ردیف | مترجم قرآن | نام کامل | عنوان ترجمه | عنوان کامل ترجمه | توضیحات | تاریخ و محل چاپ |
| ---- | ---------- | -------- | ----------- | ---------------- | ------- | --------------- |